# Korana (reka)
Korana je reka na Hrvaškem in v Bosni in Hercegovini, desni pritok reke Kolpe. V zgornjem toku ustvarja Plitvička jezera, hkrati pa je na 25 kilometrih svojega zgornjega toka tudi mejna reka med Hrvaško in Bosno in Hercegovino.